# Eschine de Sphettos
Pour l'orateur athénien, voir Eschine.
Eschine de Sphettos (en grec ancien Αἰσχίνης), surnommé « Eschine le Socratique », est un philosophe grec contemporain de Platon (v. -435 — v. -350 ?). 
Il fut le disciple assidu de Socrate et assista au procès et à la mort de son maître. Platon mentionne la présence d'Eschine et de son père auprès de Socrate emprisonné,. Eschine eut pour disciple un certain Aristote surnommé « Le Mythe », auquel il faut ajouter, si l'on suit Athénée, Xénocrate de Chalcédoine, dont Platon le déposséda en l'attirant à lui.

## Biographie
Originaire du dème attique de Sphettos — dont les habitants étaient réputés pour leur causticité —, Eschine était fils d’un charcutier nommé Lysanias ou, selon d'autres sources, Charinos, Platon, Apologie de Socrate, XXII, donne le nom de Lysanias ; cette origine fort modeste, et la pauvreté contre laquelle il se débattit pendant toute sa vie, lui attirèrent souvent le mépris. Son père et lui furent tous deux amis proches de Socrate, auquel le jeune homme s’attacha et qu'il ne quittait pas. Eschine suivit également les leçons de Gorgias, qu’il imita plus tard.
Parvenu à l'âge adulte, il enseigna la rhétorique pour assurer sa subsistance : d'après le traité Sur les Socratiques d'Idoménée de Lampsaque, il aurait été, avec Socrate, le premier à le faire, mais la question est débattue ; selon Idoménée de Lampsaque, c'est Eschine, et non Criton, qui conseilla à Socrate de s'échapper de sa prison, contrairement à ce que dit le Phédon, où Platon, par inimitié personnelle, aurait dissimulé le rôle joué par Eschine. Eschine composa des Dialogues, qui étaient peut être tous de type socratique ; selon Idoménée de Lampsaque et Ménédème d'Érétrie, de conversations de Socrate rapportées par Xanthippe, avec qui, après la mort de son mari, Eschine aurait entretenu une relation et qu'il aurait épousée. Ce recours aux souvenirs d'une veuve fit dire à certains qu'il s'était approprié les propos de Socrate : c'est en tout cas ce que lui reprocha, calomnieusement selon Diogène Laërce, Ménédème d'Érétrie. Ce dernier, ou du moins son cercle, aurait même affirmé que Xanthippe remit à son nouveau mari des écrits (syggrammata) de Socrate, ce qui revient à accuser Eschine de plagiat. Eschine passait pour médisant, avare et débauché. D’après certains fragments de discours de Lysias, il était impudent, mauvais payeur lorsqu’il s’agissait de rembourser des dettes, et ses mœurs dissolues lui valaient une fort mauvaise réputation. Pour discréditer son adversaire, le plaignant du discours Contre Eschine le Socratique l’accuse entre autres d’avoir séduit la femme d’un citoyen pour accaparer sa fortune et ajoute : « Toutes les fois qu’il recueille un eranos, il ne s’acquitte pas aux échéances : avec lui, c’est de l’argent jeté à la rue. ».
Eschine vécut plusieurs années en exil à la cour de Denys II à Syracuse ; il y demeura jusqu'à la fin de son règne,. Il revint vers -356, à Athènes, où il enseigna la rhétorique, non par des cours, mais par des conférences payantes, imitant en cela Aristippe, le premier à l'avoir fait. Pour expliquer la bonne fortune d'Eschine auprès du tyran sicilien, deux sources sont contradictoires : Diogène Laërce affirme qu'elle est due à l'entremise d'Aristippe, qui le présenta à Denys, tandis que Platon l'avait traité avec le plus grand mépris ; selon Plutarque, en revanche, c'est aux bons offices de Platon qu'il dut cette faveur. Plutarque rapporte qu'Eschine, devant le tyran, lut son Miltiade — il s'agissait en réalité de l’Alcibiade —, et qu'alors, voyant l'approbation de son auditoire, il décida de rester vivre, en parasite, à la cour de Syracuse. Rien n'est connu de ses dernières années de vie ; le lieu et la date de sa mort sont inconnus.

## Philosophie
Selon le Socrate d'Eschine, sa capacité à être utile aux hommes n'est pas un art ; Socrate peut rendre meilleur ceux qui s'unissent ensemble, à lui, par le seul sentiment d'amour

## Ouvrages
Dès l'Antiquité, l'authenticité des œuvres attribuées à Eschine de Sphettos est discutée : Péristrate d'Éphèse déniait à notre auteur la paternité des dialogues dits « acéphales ». Le stoïcien Persée de Cition étudia les textes homonymes d’Antisthène et Eschine afin de trier les écrits authentiques en repérant les falsifications dues à Pasiphon d'Érétrie. Diogène Laërce énumère sept titres de dialogues que les doctes attribuaient à Eschine avec certitude. De tous ces ouvrages, il ne nous reste que de maigres fragments. Autant qu'on en peut juger, ces morceaux semblent donner un reflet fidèle de la méthode socratique ainsi que de l’élégance attique.
L’Alcibiade d’Eschine est partiellement conservé dans un papyrus d'Oxyrhynque publié en 1916. Il s’agit d’une conversation entre Socrate et Alcibiade : ce dernier se sent supérieur à ses contemporains et aux grands hommes politiques du passé. Au cours de la conversation, Socrate l’amène à la conclusion que les grands avantages ne dépendent pas de talents innés, mais de compétences que l’on acquiert au fil du temps. Alcibiade est consterné, éclate en sanglots, pose sa tête sur les genoux de Socrate et dit qu’il ne diffère en rien de ses concitoyens. Il demande donc à Socrate de l’aider à atteindre l’excellence. Cicéron cite son Aspasie, dialogue socratique qui traite de la misogynie et de l’égalité des sexes : l’hétaïre Aspasie de Milet s’entretient avec Xénophon et son épouse et fait la leçon à cette dernière en lui montrant sa frivolité. Dans son Alcibiade, il dit de Thémistocle qu'il ne pouvait décider que de très grands espoirs de salut pour les Athéniens.
Le dialogue Callias expose un différend entre Callias et son père, raille les sophistes Prodicos et Anaxagore et réprouve l'usage que fit Callias de sa fortune.
Dans son dialogue intitulé Télaugès, Eschine moque l’habillement du Pythagoricien Télaugès et critique entre autres son propre condisciple Critobule, fils de Criton d'Athènes, dont il blâme l'impolitesse et la saleté, ; on y lit que Télaugès payait tous les jours une demi-obole au foulon pour l’habit qu’il portait, qu'il se ceignait d’une peau garnie de son poil et se chaussait de sandales dont les courroies étaient de sparte pourri.
Dans son Axiochos, Eschine reproche à Alcibiade son ivrognerie et sa passion effrénée pour les femmes d’autrui.
Du Miltiade, deux fragments ont été conservés. Louis-André Dorion estime que leur ressemblance avec un passage du livre IV des Mémorables de Xénophon, est trop grande pour être fortuite : les coïncidences lexicales trahissent l'imitation. Plutarque rapporte un fragment d'Eschine où l'on voit Ischomaque, disciple de Socrate : c'est lui qui convainc Aristippe de devenir lui aussi élève de Socrate.

## Histoire
Selon Eschine, Lysiclès, général et stratège athénien et secrétaire des trésoriers de la déesse Athéna, vécut, après la mort de Périclès, avec Aspasie de Milet, qui lui donna un fils et à laquelle il dut son ascension politique.

## Œuvres
Sept dialogues socratiques d'Eschine sont authentiques, d'après Diogène Laërce (II, 61) :
- Miltiade
- Callias
- Axiochos
- Aspasie
- Alcibiade
- Télaugès
- Rhinon

Plaidoyers
- Plaidoyer pour le stratège Phéax (DL, II, 63)
- Plaidoyer pour Dion (DL, II, 63)
- Discours sur Thargélia / Περὶ τῆς Θαργελίας[45]. Thargélia était une belle courtisane ionienne dont l'arrivisme trouva une émule en sa compatriote Aspasie[46]
- Lettre à Denys le Jeune (DL, II, 63)

## Édition des fragments ettestimonia
- Aeschinis Socratici reliquiae. Edidit et commentario instruxit Heinrich Krauss. Leipzig, B.G. Teubner, 1911 (X-124 p. )

## Études
- Heinrich Dittmar, Aischines von Sphettos. Studien zur Literaturgeschichte der Sokratiker. Untersuchungen und Fragmente. Hildesheim, Weidmann, 20012 (= Philologische Untersuchungen, 21). C'est la réimpression inchangée de la première éd., Berlin, 1912 (XII-328 p.).
- Barbara Ehlers, Eine vorplatonische Deutung des sokratischen Eros : der Dialog Aspasia des Sokratikers Aischines. München, Beck, 1966 (= Zetemata, 41) (IV-150 p.).
- Gabriele Giannantoni, « L’Alcibiade di Eschine e la letteratura socratica su Alcibiade », dans Id. & M. Narcy (a cura di), Lezioni Socratiche. Napoli, 1997, p. 349–373. Traduction fr. : « L’Alcibiade d'Eschine et la littérature socratique sur Alcibiade », dans Gilbert Romeyer Dherbey (dir.) & Jean-Baptiste Gourinat (éd.), Socrate et les Socratiques. Paris, J. Vrin, 2001 (= Bibliothèque d'histoire de la philosophie. Nouvelle série), pp.  289-307.
- Kurt Lampe, « Rethinking Aeschines of Sphettos », dans Ugo Zilioli (ed.), From the Socratics to the Socratic Schools. Classical Ethics, Metaphysics and Epistemology. New York & London, Routledge, 2015, p.  61-81.